# KK Troglav Livno (1973. – 2005.)
KK Troglav je bivši bosanskohercegovački košarkaški klub iz Livna. 

## Povijest
Klub je osnovan 1973., a prvu je prvenstvenu utakmicu u Livnu odigrao 27. travnja 1973. protiv višegradske Varde (63:80).
Ugašen je 2005. zbog financijskih problema, a osnovan je novi klub KK Livno koji je 2023. preimenovan u KK Troglav.